# Dariusz Oko
Dariusz Oko (ur. 3 czerwca 1960 w Oświęcimiu) – polski ksiądz katolicki, teolog, filozof, doktor habilitowany nauk humanistycznych, nauczyciel akademicki Uniwersytetu Papieskiego w Krakowie i publicysta.

## Życiorys
Święcenia kapłańskie przyjął 14 maja 1985. W 1991 obronił pracę doktorską z filozofii na Papieskim Uniwersytecie Gregoriańskim w Rzymie. Od 1992 pracownik naukowy Papieskiej Akademii Teologicznej w Krakowie i rezydent Parafii Świętej Jadwigi w Krakowie. W 1996 obronił na PAT pracę doktorską z teologii, a w 2011 habilitację z filozofii. Uczestniczy w dwóch wewnątrzuczelnianych projektach badawczych prowadzonych przez Katedrę Filozofii Poznania Wydziału Filozoficznego UPJPII: Teoriopoznawcze podstawy metafizyki oraz filozofii gender oraz Między sceptycyzmem i agnostycyzmem a nihilizmem. Teoriopoznawcze uwarunkowania nihilizmu. Pełni posługę jako duszpasterz lekarzy Archidiecezji krakowskiej.
Oko szerzej rozpoznawalny stał się po szeregu krytycznych wypowiedzi medialnych dotyczących homoseksualistów, ideologii gender i lewicy.
Wyrokiem sądu obwodowego w Kolonii (Niemcy) został skazany za podżeganie do nienawiści na karę grzywny w wysokości 4800 euro lub 120 dni aresztu. Niemieckie organy ścigania otrzymały zawiadomienie, iż artykuł księdza Oko, jest aktem mowy nienawiści wobec osób homoseksualnych. Zdaniem sądu, Oko dopuścił się w swojej publikacji, którą zamieścił w czasopiśmie „Theologisches”, podżegania do nienawiści na tle orientacji seksualnej. Artykuł opisywał zjawisko wewnątrzkościelnej, zorganizowanej grupy przestępczej. Obronę księdza i akcje poparcia dla niego zorganizowała Fundacja Instytut na rzecz Kultury Prawnej Ordo Iuris. Jej zdaniem, grupa, którą opisywał Oko, realizowała praktyki homoseksualne.
Obaj skazani wnieśli odwołanie. Niemiecki sąd podtrzymał zarzut podżegania do nienawiści, jednak z uwagi na to, że obaj oskarżeni duchowni nie byli wcześniej karani oraz przeprosili za użyte sformułowania, opowiedział się za zawieszeniem postępowania. Dodatkowo Dariuszowi Oko wymierzono karę w wysokości 3000 euro, a redaktorowi Stoehrowi 4000 euro. Pieniądze mają zostać przekazane na rzecz organizacji pomocowej wspierającej ofiary przestępstw i ich rodziny.
Od czerwca 2022 do końca września 2024 na antenie Telewizji Republika w sobotnie wieczory nadawane były jego autorskie felietony, będące rozważaniem aktualnej Liturgii słowa (głównie Ewangelii) z niedzielnej Mszy Świętej, przypadającej w danym tygodniu w kościele katolickim. Od października 2024 program ten jest premierowo emitowany na antenie tej stacji w niedzielne poranki. Wszystkie odcinki cyklu są dostępne na kanale Telewizja Republika w serwisie YouTube.

## Publikacje
- The transcendental Way to God according to Bernard Lonergan (Frankfurt nad Menem 1991)
- Łaska i wolność. Łaska w Biblii, nauczaniu Kościoła i teologii współczesnej (Kraków 1997)
- Przełom, wyzwanie i szansa (Kraków 1998)
- W poszukiwaniu pewności. Próba transcendentalnego ugruntowania metafizyki w filozofiach Emericha Coretha i Bernarda Lonergana (Kraków 2010)[15]
- Dyktatura gender, Wydawnictwo Biały Kruk, 2014[16]
- Wygaszanie Polski, Wydawnictwo Biały Kruk, 2015[17]
- Lawendowa mafia, Wydawnictwo AA, 2020[18]
- Tyrania postępu (współautor), Wydawnictwo Biały Kruk, 2023[19].

## Nagrody
- Nagroda im. ks. Piotra Skargi przyznana przez XI Kongres Konserwatywny (2014)[20]
- Nagroda „Animus et Semper Fidelis za rok 2019” przyznana przez Polskie Stowarzyszenie Morskie-Gospodarcze im. Eugeniusza Kwiatkowskiego (2020)[21]
- Nagroda im. św. Grzegorza I Wielkiego miesięcznika „Niezależna Gazeta Polska – Nowe Państwo” za rok 2021[22]